# لحاء

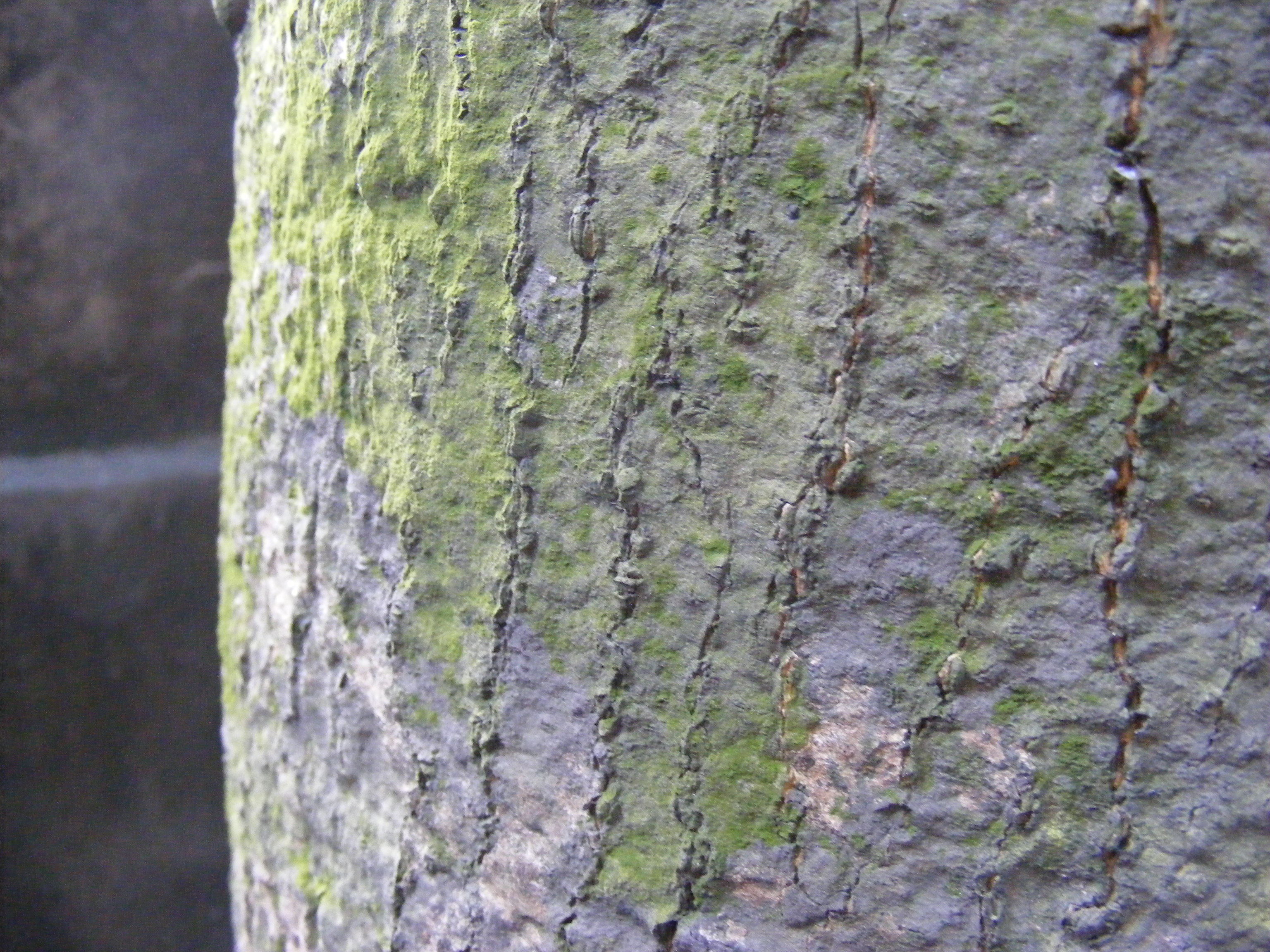
يُظهر لحاء ثمرة المانجو الناضجة (إنديكا مسحوق المانجو) نموالأشنة؛ كولكاتا، الهند

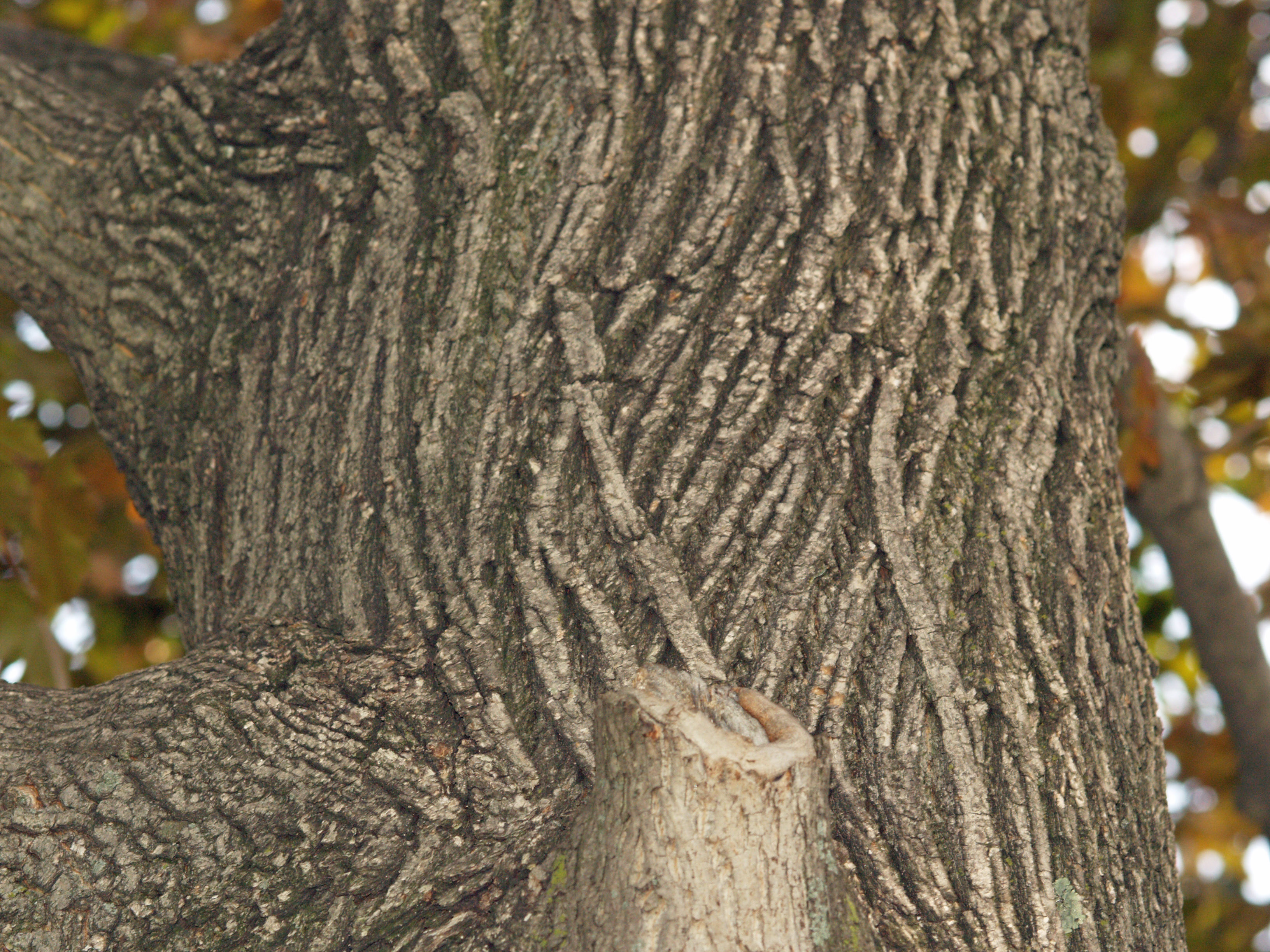
لحاء القيقب اليابانية

اللحاء هو الطبقات الخارجية لجذوع النباتات وجذور النباتات الخشبية. وتشمل النباتات التي تحتوي على اللحاء الأشجار، والكرم الخشبي، والشجيرات. كما يشمل اللحاء كل الأنسجة الخارجية الكامبيوم الوعائي وهو مصطلح غير تقني. كما أنه يعلو الخشب ويتكون من اللحاء الداخلي واللحاء الخارجي. اللحاء الداخلي في الجذوع الأكبر عمرًا هو عبارة عن أنسجة حية، تشمل المنطقة الأعمق للأدمة المحيطية. ويشمل اللحاء الخارجي في الجذوع الأكبر عمرًا الأنسجة الميتة الموجودة على سطح الجذع، بالإضافة إلى أجزاء من المنطقة الأعمق من الأدمة المحيطية وجميع الأنسجة الموجودة بالجانب الخارجي للأدمة المحيطية (periderm). كما يُسمى اللحاء الخارجي للأشجار بالقلف الخارجي (rhytidome).
المنتجات المشتقة من اللحاء ويستخدمها الناس وتشمل: التوابل والنكهات الأخرى، ولحاء التان للتانين، والراتنج، ولبن الشجر، الموجودة في الأدوية، والسموم، والفيروسات وكيماويات ومحدثات الهلوسة والفلين. ويُستخدم اللحاء في صنع القماش والحبال، كما يُستخدم أيضًا كغطاء لمواد الطلاء ورسم الخرائط. ويتم زرع العديد من النباتات بسبب قيمة أو أهمية أصباغ لحائها ومواد تغطية الأسطح أو لاستخدام لحائها في صنع الفرش المستخدم في فن التصوير الطبيعي.

## الوصف النباتي
(Leucadendron argenteum)

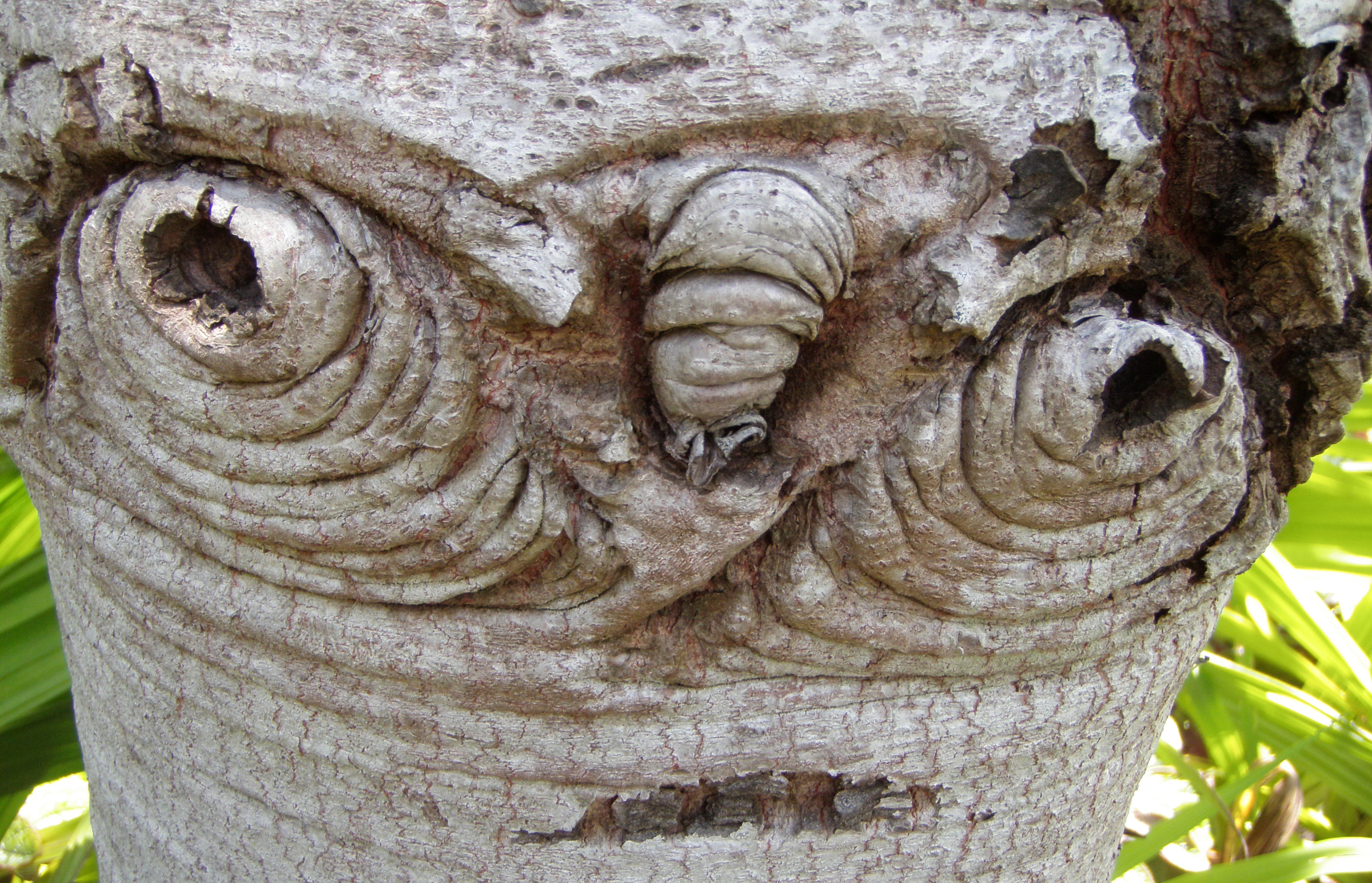
لحاء شجرة الفضة

وما يُعرف باللحاء يشمل عددًا من الأنسجة المختلفة. والفلين هو نسيج خارجي ثانوي منيع ضد الماء والغازات، ويُسمى أيضًا بنسيج اللحاء الخارجي (phellem) ويتم إنتاج الفلين الكامبيوم الفليني والذي هو طبقة من خلايا الميريستيم (meristem) النشطة والذي يعمل كميريستيم جانبي للأدمة المحيطة (periderm). الكامبيوم الوعائي (cork cambium)، والذي يُسمى أيضًا بنسيج اللحاء الخارجي (phellogen) وهو عادةً ما يكون طبقة من خلية واحدة سميكة الأنسجة إلى الخارج لإنتاج الفلين. القشرة الثانوية (phelloderm) التي لا توجد دائمًا في كافة أنواع اللحاء، وهي طبقة من الخلايا مشكلة وداخلة في الكامبيوم الوعائي (cork cambium) وتتشكل القشرة الثانوية (periderm) من كل من نسيج اللحاء الخارجي (phellem) ومولد الفلين (phellogen) والقشرة الثانوية (phelloderm) 
وتحتوي جدران الفلين على السوبرين (suberin)، وهو مادة شمعية تقوم بحماية الجذع من فقد المياه واجتياح الحشرات، كما أنها تمنع العدوى بالبكتريا والجراثيم الفطرية. أنسجة الكامبيوم أو القلب تعني كامبيوم الفلين، الكامبيوم الوعائي، وهي فقط أجزاء من الجذور الخشبية موجودة حيث يحدث انقسام الخلية؛ وتنقسم الخلايا غير المتلازمة للكامبيوم الوعائي بسرعة لإنتاج الزيلم الثانوي إلى داخل نسيج اللحاء الثانوي إلى الخارج. نسيج اللحاء الخارجي أو اللحاء الثانوي هو مادة مغذية- تعالج الأنسجة المركبة من أنابيب الغربلة أو خلايا الغربلة المختلطة مع النسيج الحشوي (parenchyma) والألياف. القشرة هي نسيج أساسي من جذوع والجذور. وتوجد القشرة في الجذع بين طبقة الأدمة واللحاء، وفي الجذور، والطبقة الداخلية ليست لحاءً ولكن محيطة بالدائرة (pericycle).
ومن خارج إلى داخل الجذع الخشبي الناضج تحتوي الطبقات على:
- (1) نسيج اللحاء الخارجي (Phellem)
- (2) الكامبيوم الفليني (Phellogen)
- (3) القشرة الثانوية أو السَّحِيل[10] (Phelloderm)
- (4) القشرة
- (5) اللحاء (Phloem)
- (6) الكامبيوم الوعائي (Vascular cambium)
- (7) الزيلم (Xylem)

ويشمل اللحاء كلاً من (1) إلى (5)، ويتكون من الأدمة المحيطة (periderm) واللحاء (phloem) والخلايا التي تُنتج تلك الأنسجة. وتشمل الأدمة المحيطة (Periderms) كلاً من (1) و(2) و(3).
وفي الجذوع الصغيرة والتي تفتقد عادة ما يُسمى باللحاء، توجد الأنسجة من خارج إلى داخل: الأدمة، والأدمة المحيطة، واللحاء الأساسي، واللحاء الثانوي والكامبيوم الوعائي، والزيلم الثانوي، والزيلم الأساسي. وعند نمو ونضوج الجذع، تحدث بعض التغيرات التي تحول سطح الجذع إلى لحاء. وتشمل القشرة، والتي هي عبارة عن طبقة من الخلايا تغطي جسم النبات وتشمل كلاً من الجذوع والأوراق والزهور والثمر وتحمي النبات من العالم الخارجي. وفي الجذوع الأكبر عمرًا يُصبح كل من الطبقة الأدمية (epidermal layer) والقشرة (cortex) واللحاء المبدئي (primary phloem) منفصل عن الأنسجة الداخلية بواسطة تكون سميك للحاء. وبسبب طبقة اللحاء السميكة هذه، تموت هذه الخلايا بسبب عدم وصول الماء والتغذية إليها. وهذه الطبقة الميتة هي اللحاء الفليني الخشن الذي يتكون حول الشجرة السيقان والجذوع الأخرى.

## الأدمة المحيطة (Periderm)
غالبًا ما يتكون غطاء ثانوي يُسمى بالأدمة المحيطة (Periderm) على الجذوع الخشبية الصغيرة والعديد من النباتات غير الخشبية والتي تتكون من اللحاء (phellem) الكامبيوم الفليني وقلب الفلين (phellogen)، والقشرة الثانوية (phelloderm). تتكون الأدمة المحيطة (periderm) من مُولد الفلين (phellogen) والذي يعمل كميريستيم جانبي. وتحل الأدمة المحيطة (periderm) محل القشرة (epidermis) وتعمل كغطاء واق مثلها مثل القشرة. وتحتوي خلايا اللحاء الناضج علي السوبرين (suberin) في حوائطها لحماية الجذع من الجفاف وهجوم مسببات الأمراض. خلايا اللحاء القديمة خلايا ميتة كما هو الحال في الجذوع الخشبية. الجلد الموجود في درنة البطاطا (والتي هي جذع أرضي) يُشكل فلين الأدمة المحيطة.
وفي النباتات الخشبية، يتم استبدال قشرة الجذوع التي نمت حديثًا عن طريق الأدمة المحيطة في وقت أواخر العام. ومع نمو الجذوع، تتكون طبقة من الخلايا تحت القشرة تُسمى بالكامبيوم الفليني (cork cambium)، وتُنتج هذه الخلايا خلايا الفلين التي تتحول إلى فلين. وقد يتشكل عدد محدود من طبقات الخلايا إلى داخل الكامبيوم الفليني، والتي تُسمى بالقشرة الثانوية (phelloderm).
ومع نمو الجذع، يُنتج الكامبيوم الفليني (cork cambium) طبقات جديدة من الفلين منيعة ضد الماء والغازات، وتموت كل من الخلايا الموجودة خارج الأدمة المحيطة (periderm) والتي تُسمى بالأدمة والقشرة واللحاء الثانوي الأكبر.
ويوجد داخل الأدمة المحيطة خلايا عدسية الشكل والتي تتشكل أثناء إنتاج أول طبقات الأدمة المحيطة. وبسبب وجود خلايا حية داخل طبقات الكامبيوم والتي تحتاج إلى تبادل الغازات أثناء عملية التأييض، هذه الخلايا عدسية الشكل وبسبب احتوائها على فراغات هائلة بين الخلايا تسمح بالتبادل الغازي مع الهواء الخارجي. ومع تطور اللحاء، تتشكل خلايا عدسية الشكل داخل تشققات طبقات الفلين.

## القلف الخارجي (Rhytidome)

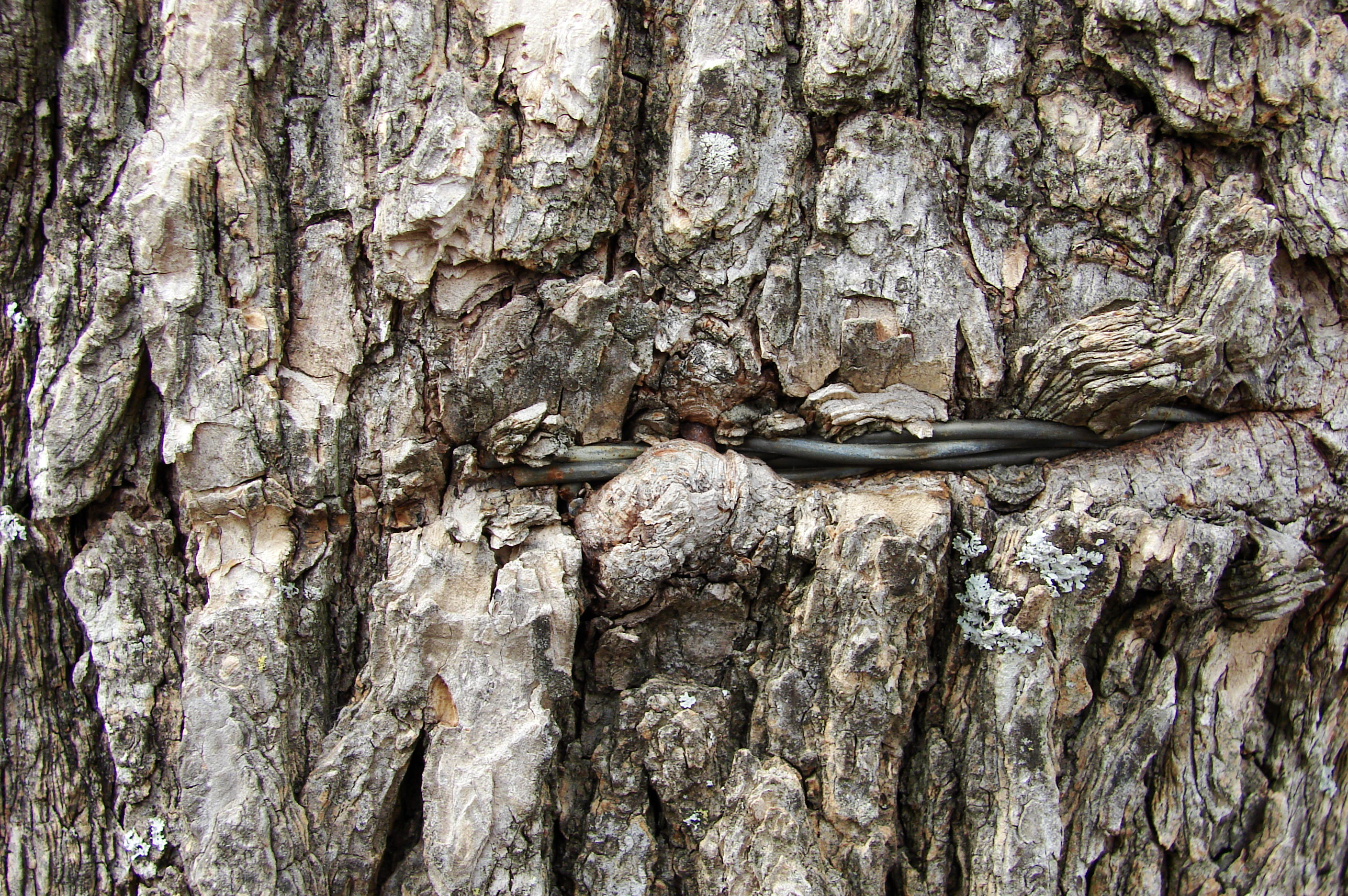
غلاف لحاء الشجر الحي الأسلاك الشائكة

القلف الخارجي هو الجزء الأكثر شيوعًا للحاء، وهو الطبقة الخارجية التي تغطي جذوع الأشجار. وغالبًا ما يتكون من الخلايا الميتة ويتم إنتاجه من خلال تشكل طبقات متعددة من الأدمة المحيطة المضغوطة والنسيج اللحائي والقشري. وفي الغالب ما يكون الأكثر سماكةً وبروزًا على الجذع أو الجذع (علم النبات) (المنطقة التي تبدأ من الأرض حيث يبدأ التفرع الرئيسي) للشجرة.

## الاستخدامات
في بعض الأحيان يتم الخلط بين الفلين (Cork) واللحاء (bark) في اللغة العامية، بأنه الطبقة الخارجية للجذع الخشبي المشتقة من الكامبيوم الفليني فهو يقوم بعمل حماية من التلف الطفيليات، آكلة العشب والحيوانات والأمراض بالإضافة إلى الجفاف. ويمكن أن يحتوي الفلين على المعقمات مثل حمض التانين، الذي يحمي من الهجمات الفطرية والبكتيرية التي قد تسبب والتحلل.

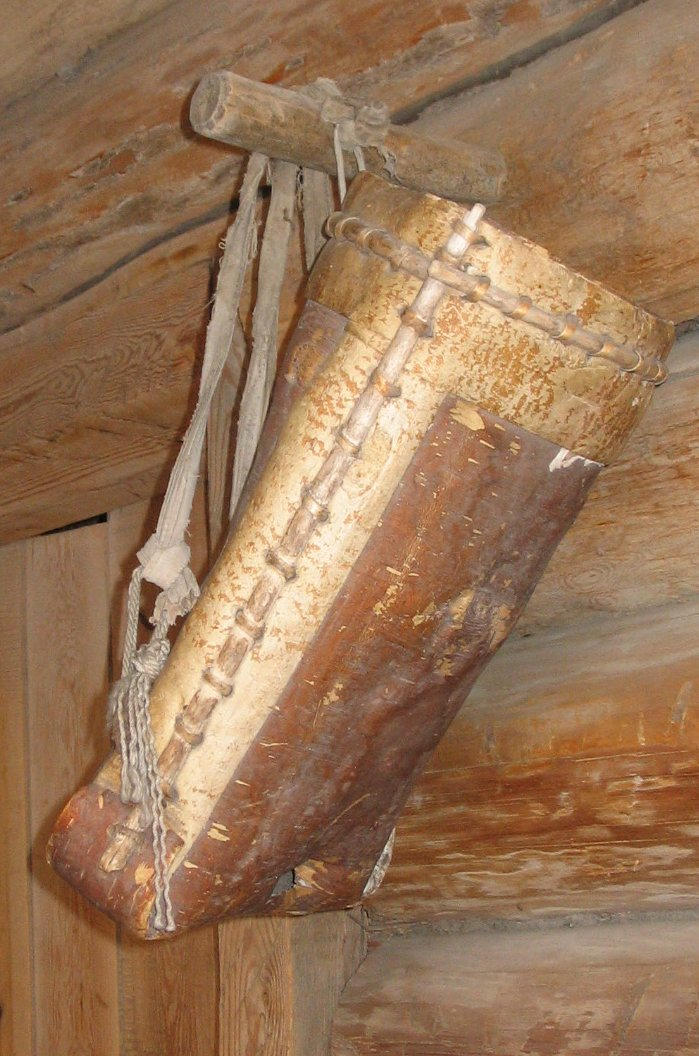
حقيبة الظهر مصنوعة من لحاء البتولا.

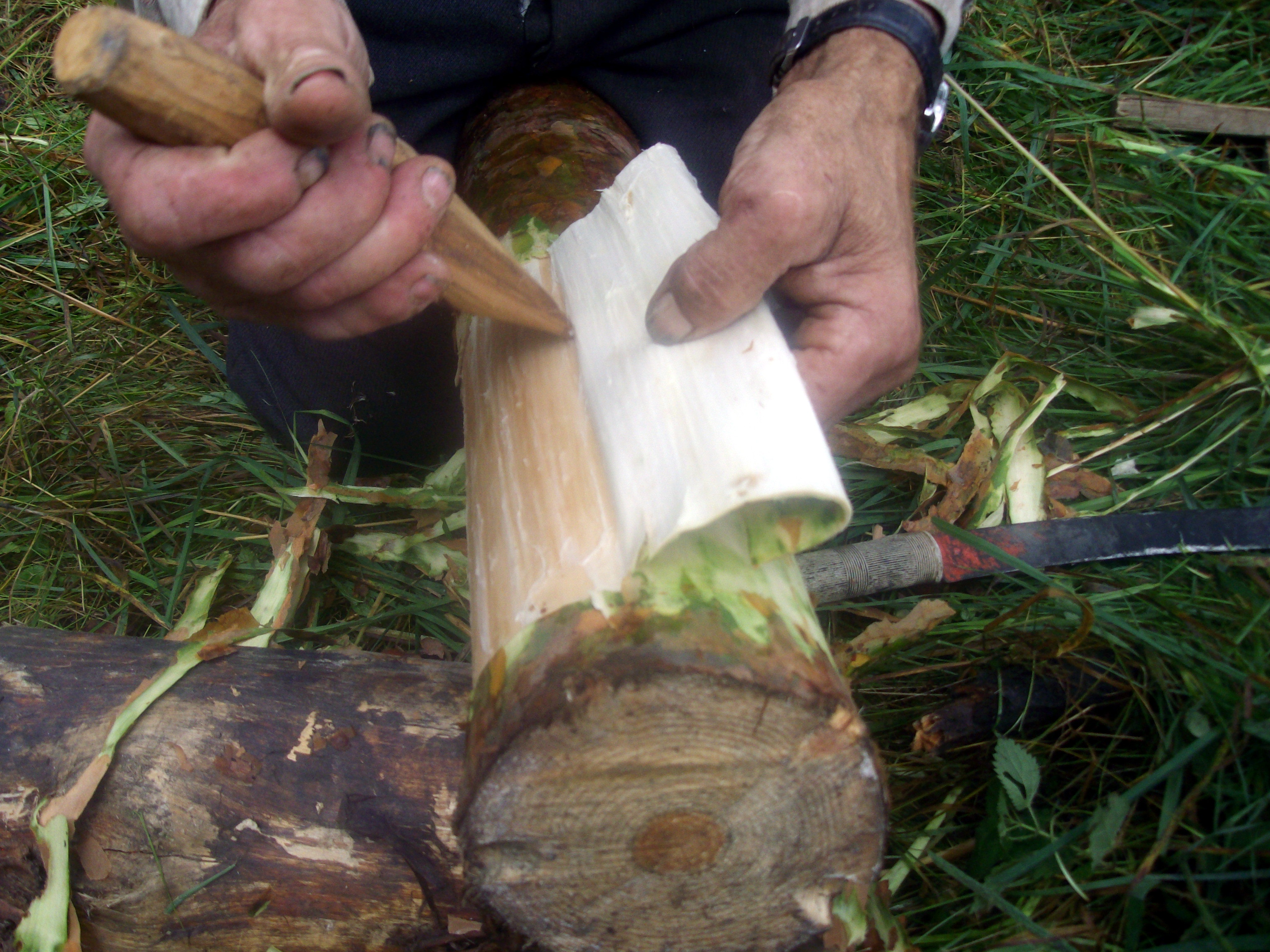
لحاء الصنوبر تم استخدامه كطعام في حالات في حالات الضرورة في فنلندا أثناء المجاعة، في آخر مرة أثناء الحرب الأهلية وبعد انتهائها عام 1918.

وفي بعض النباتات، يكون اللحاء أكثر سماكةً ويوفر الحماية ويعطي اللحاء بنية متميزة بحواف عميقة. وفي شجر البلوط (السنديان) يكون اللحاء سميكًا على نحو كاف ليتم حصاده منتج الفلين بدون القضاء على الشجرة؛ وفي هذه الفراغات قد يكون اللحاء سميكًا جدًا (ويصل إلى أكثر من 20 سم ). يمكن إزالة بعض اللحاء في صفائح طويلة، واللحاء الناعم المسطح لشجر البتولا يتم استخدامه كغطاء لصنع الزوارق وكطبقات الصرف الصحي فوق الأسقف وللأحذية وحقائب الظهر وغيرها من المنتجات الأخرى. ومن أكثر الأمثلة شهرة لاستخدام لحاء شجر البتولا في الزوارق هي زوارق البتولا في شمال أمريكا.
كما أن لحاء بعض الأشجار صالح للأكل، ففي السويد وفنلندا يتم عمل خبز الصنوبر من الشعير الذي يضاف إليه الطبقة العميقة للحاء الصنوبر المحمص، ويستخدم السامي شعوب أقصى شمالأوروبا صفائح ضخمة من لحاء شجر صنوبر سيلفستريس الذي يتم جمعه في الربيع، ويُجهز ويُخزن للاستخدام كمصدر طعام رئيسي، ويتم تناول اللحاء الداخلي طازجًا أو مجففًا أو بعد تخزينه.

### المعالجة الآلية للحاء
يحتوي اللحاء على ألياف قوية معرفة لحائي، ويوجد تراث قديم في شمال أوروبا في استخدام اللحاء المأخوذ من أجمة الفروع الصغيرة لأشجار الجير المورقة (تاليا كورداتا (Tilia cordata)) لإنتاج حبال السفن والحبال، المستخدمة في أشرعة فايكنغ آيج السفن.
ومن بين المنتجات التجارية المصنوعة من اللحاء الفلين، القرفة، الكينين (من لحاء شجر الكينيا) والأسبرين (من لحاء شجر الصفصاف). ويعد لحاء بعض الأشجار وخصوصًا البلوط (مطاط السنديان) مصدرًا لحمض التانيك، والذي يستخدم في الدباغة. رقائق اللحاء التي تُصنع كمنتج ثانوي لإنتاج الخشب، غالبًا ما تستخدم في لحاء النشارة في غرب أمريكا الشمالية. ويعد اللحاء في غاية الأهمية في مجال البساتين حيث يُستخدم في شكل مبشور للنباتات التي لا تزدهر في التربة العادية مثل النباتات الهوائية

### مُستخلص رقائق اللحاء
غراء الخشب المصنع من اللحاء المستخرج من الفينول لحاء الخشب يحتوي على مادة اللجنين وعندما يتم تثبيتها (إخضاعها لدرجات حرارة عالية مع غياب الأكسجين)، ينتج عنها سائل النفط الحيوي الغني بمشتقات الفينول الطبيعي. ويتم عزل وحفظ مشتقات الفينول كبديل لفينول الوقود الأحفوري في راتنج فينول فورمالدهايد المستخدمة في ألواح خشب الجدائل المنسقة (Oriented Strand Board) والخشب الرقائقي.

## إزالة اللحاء
الجذوع المقطوعة المستخدمة في إنتاج الخشب أو حتى الكبائن عادةً ما يتم عمل إزالة اللحاء لها، إما قبل القطع أو للتجهيز لعملية القطع. كما يُطلق على هذه الجذوع أو الفروع التي تكون في حالتها الطبيعية المتدهورة في الغابة حيث يتم سقوط اللحاء اسم منزوعة اللحاء.
وهناك عدد من الكائنات الحية تعيش في اللحاء أو أعلاه وتشمل الحشرات  والفطريات ونباتات أخرى مثل الطحالب والإشنيات ونباتات وعائية أخرى. ويعتبر العديد من هذه الكائنات كائنات مسببة للأمراض أو طفيليات ولكن بعضها أيضًا لديه علاقات تكافلية.

## معالجة اللحاء

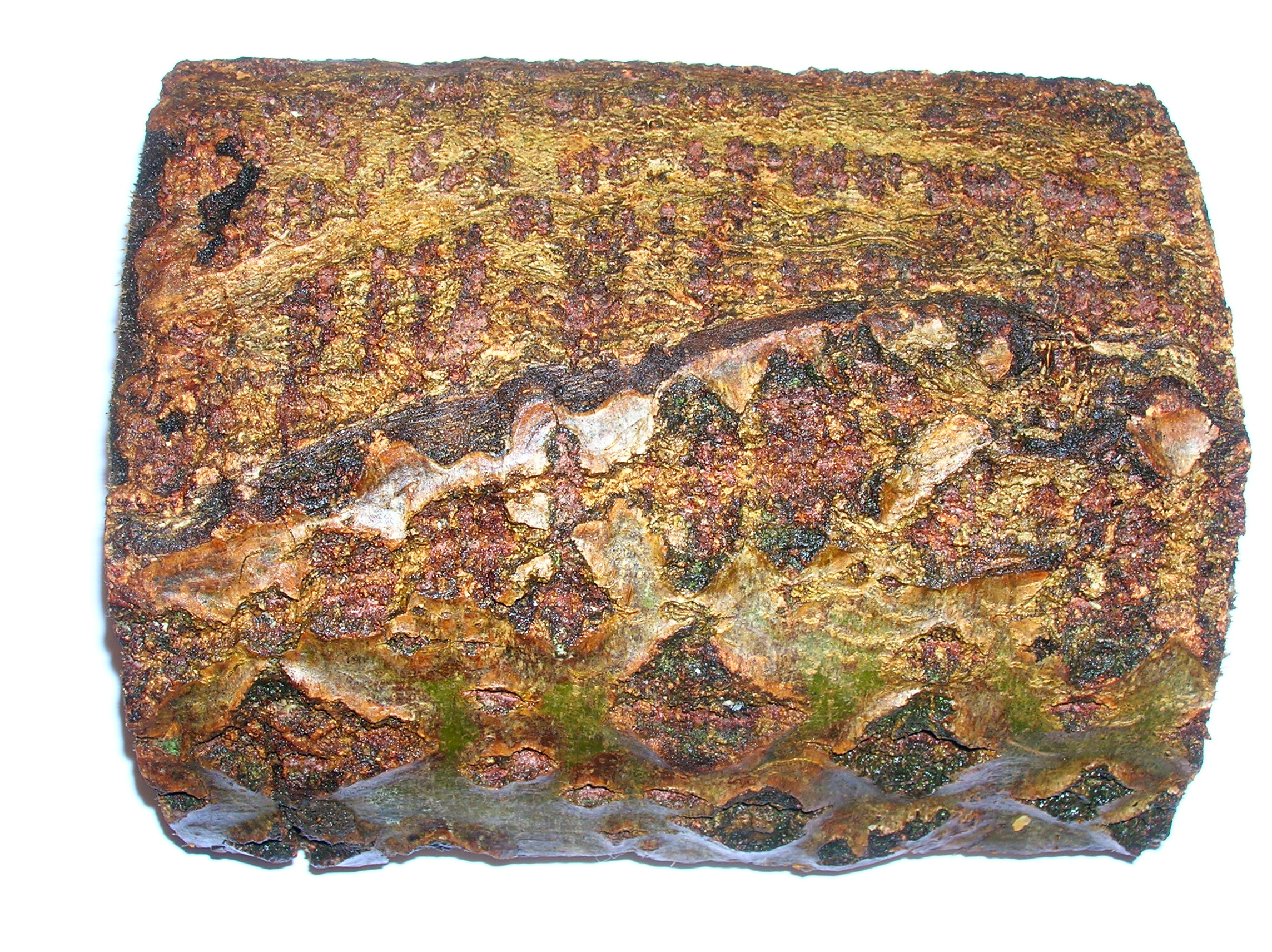
لحاء الشجر الألدر (شجر الصفصاف الجبلي) (Alnus glutinosa) بسمات العدسيات والعدسيات غير الاعتيادية في المناطق الكلسية.

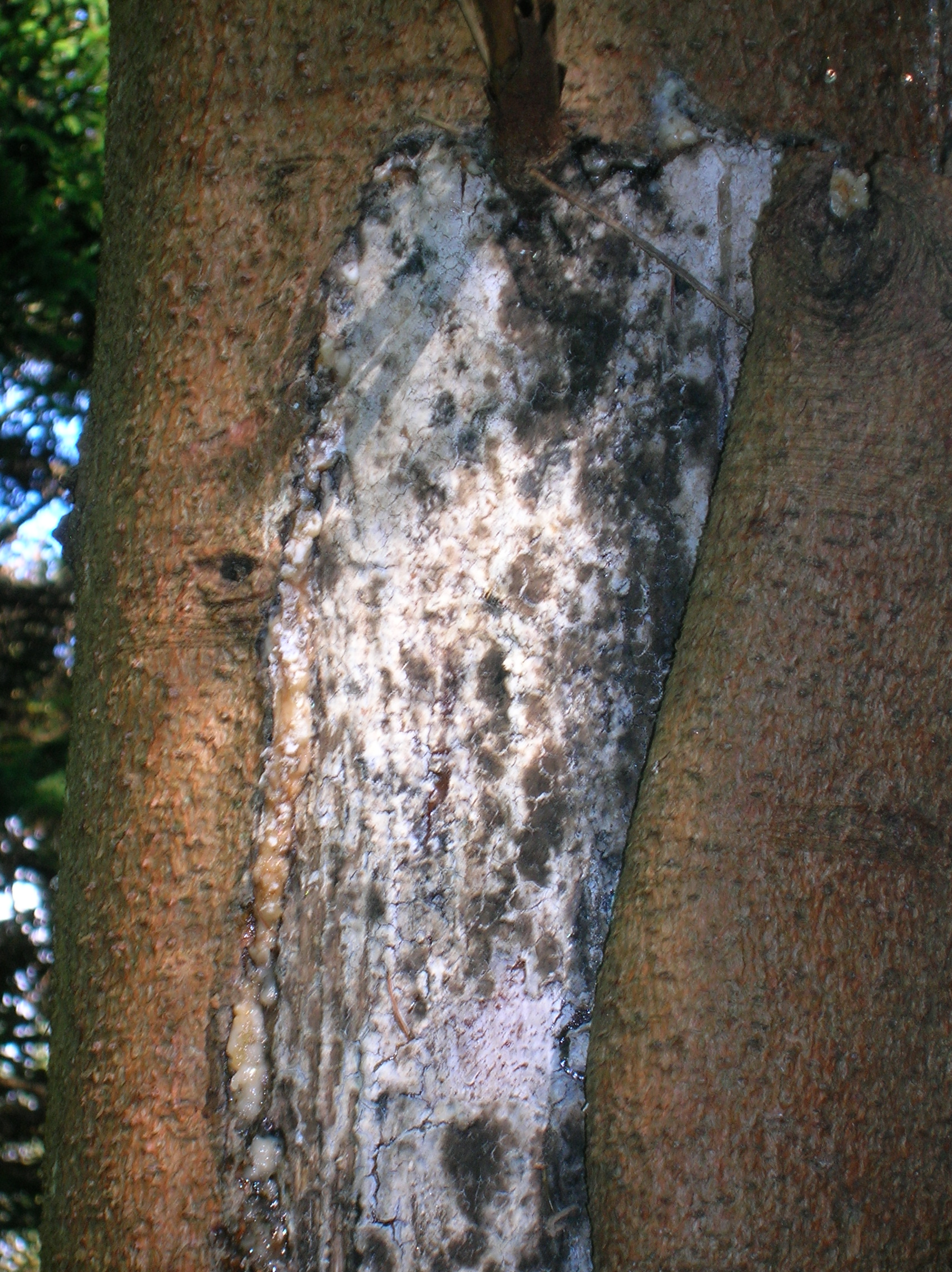
الشمس يُسبب تلف سيتكا الراتينجية

وتتغاير لحد كبير درجة الحرارة التي يتمكن فيها الشجر من معالجة تلف النمو الجسدي في اللحاء. وبعضها لديه القدرة على النمو الكلسي والذي يُعالج التلف بشكل سريع، ولكنه يترك ندبات واضحة على الشجرة، بينما لا تتمكن الشجيرات الأخرى مثل البلوط من القيام بنمو كلسي قوي.
غابات الفلين والسمط هي أمثلة للتلف الموجود في لحاء الشجر والتي يتمكن الشجر من معالجتها إلى حد ما وفقًا لحدة التلف.

## معرض الصور

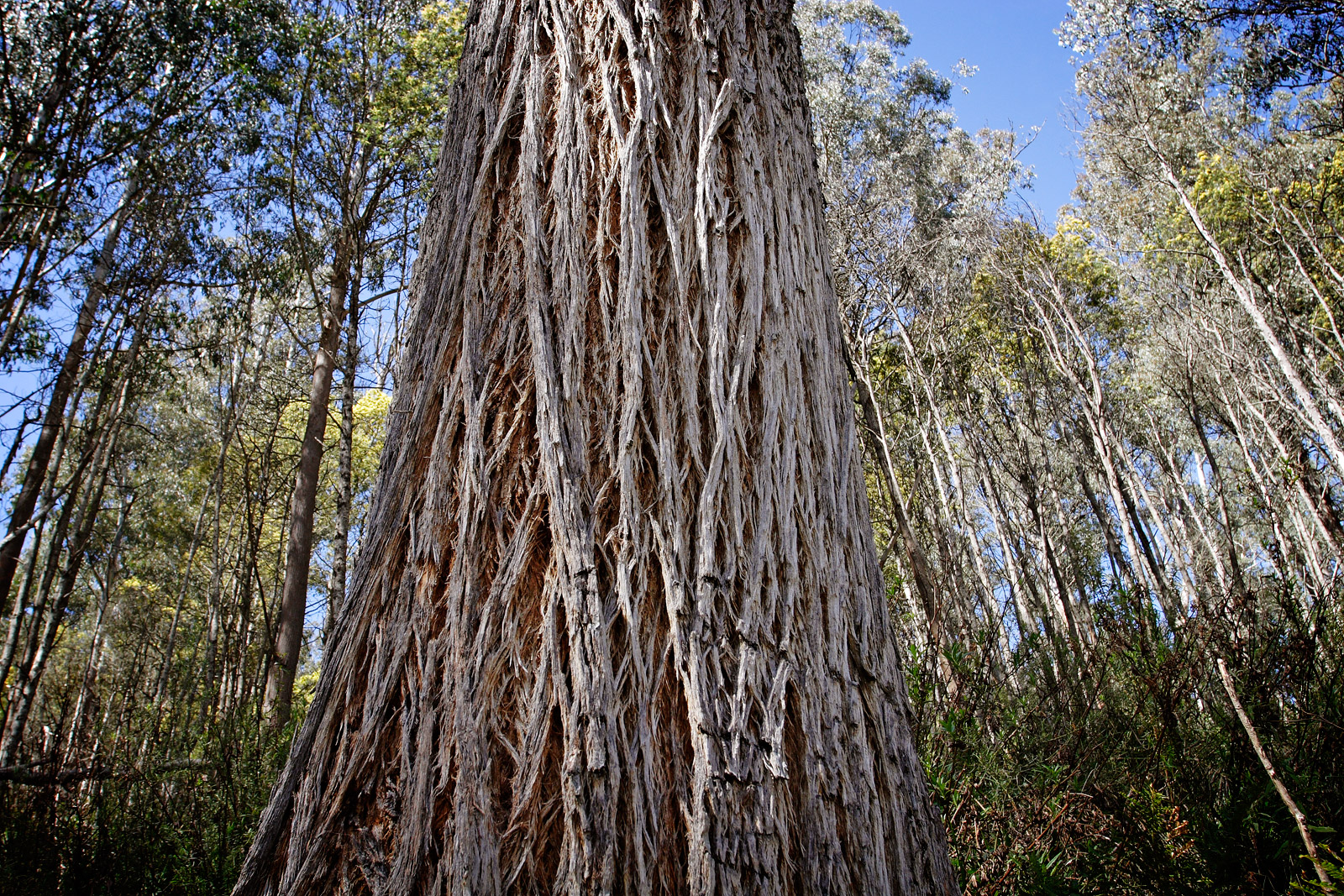
لحاء الكافور
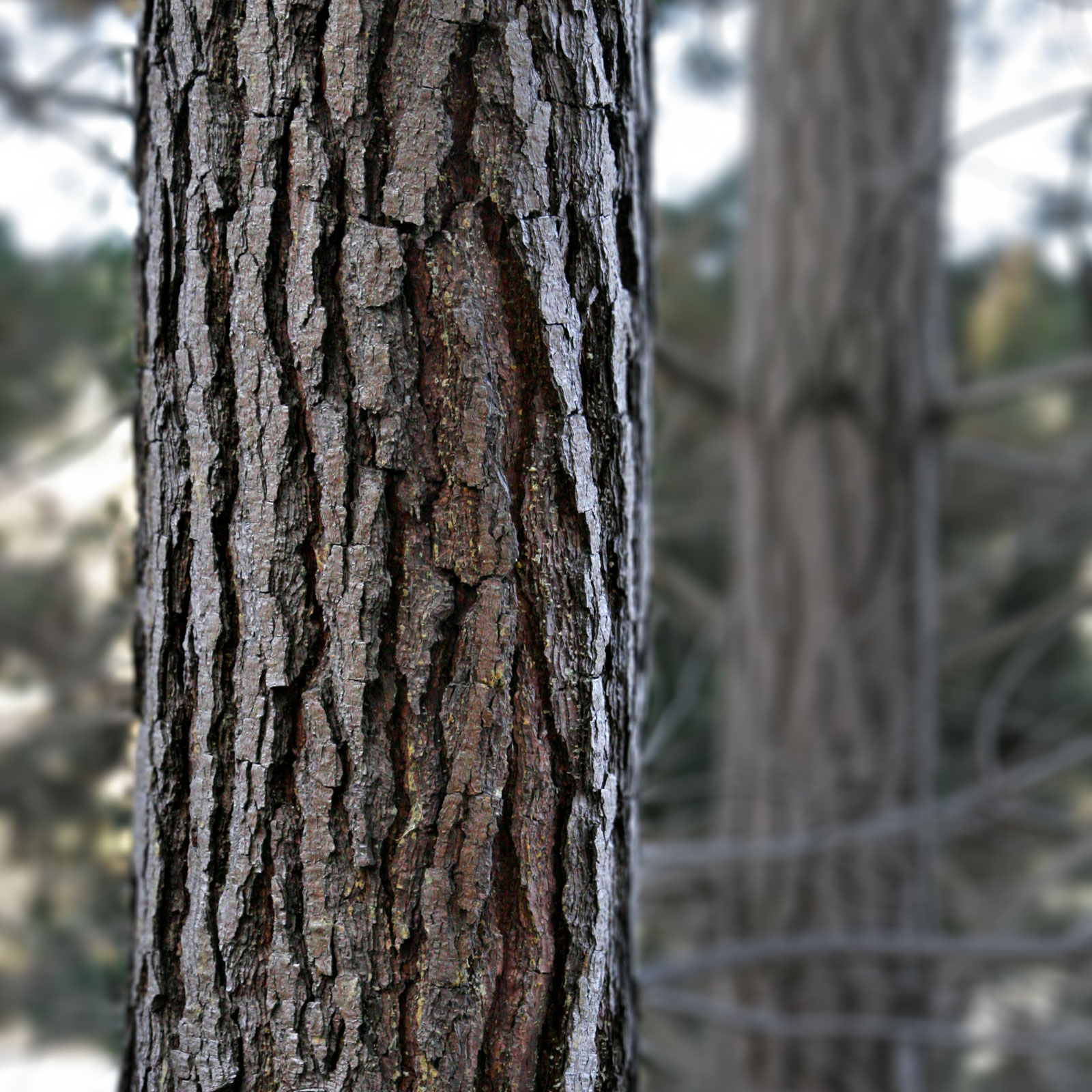
لحاء الصنوبر مونيتوري
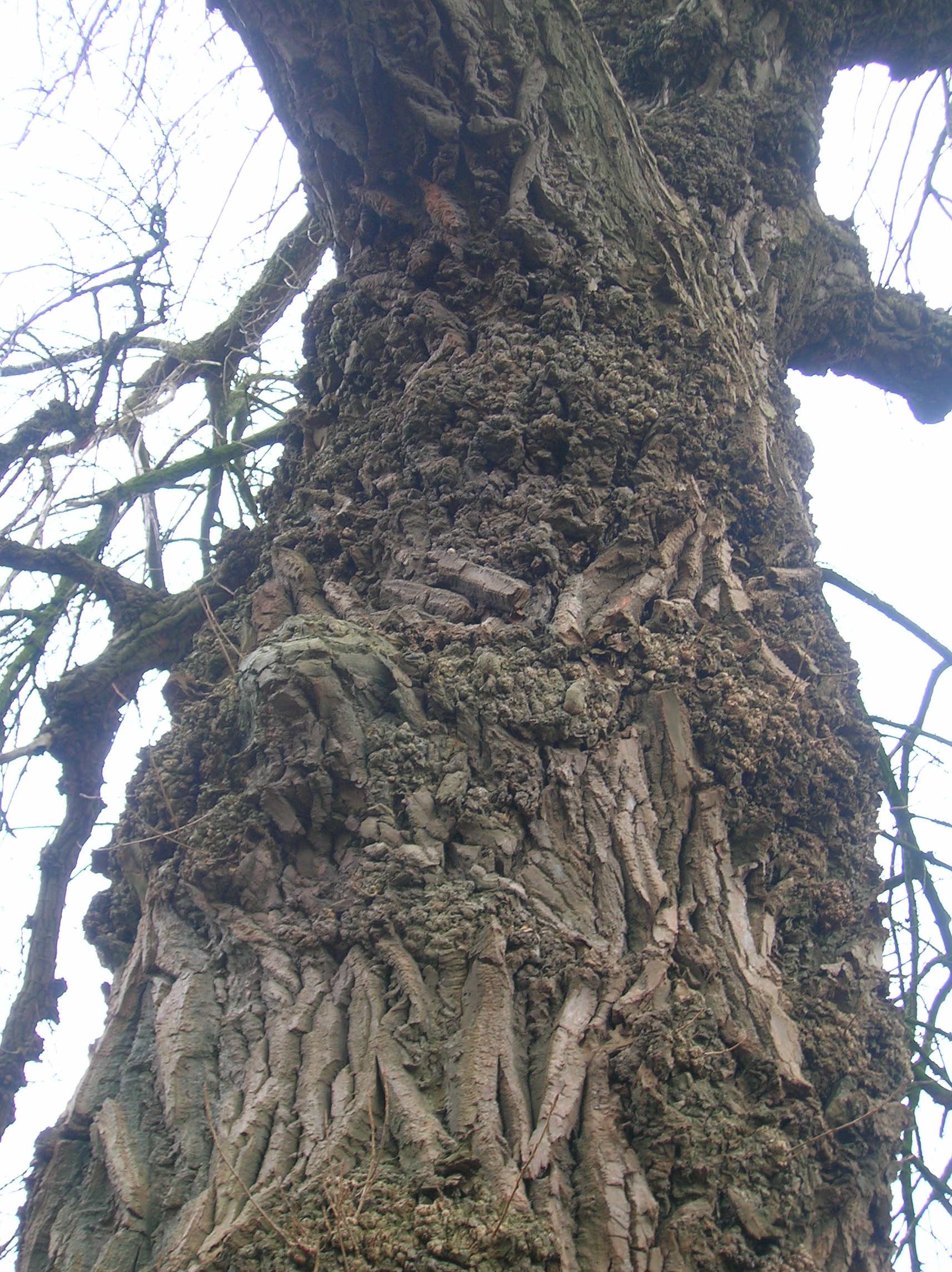
شجرة الحور السوداء النادرة، التي تُظهر اللحاءالعقد.
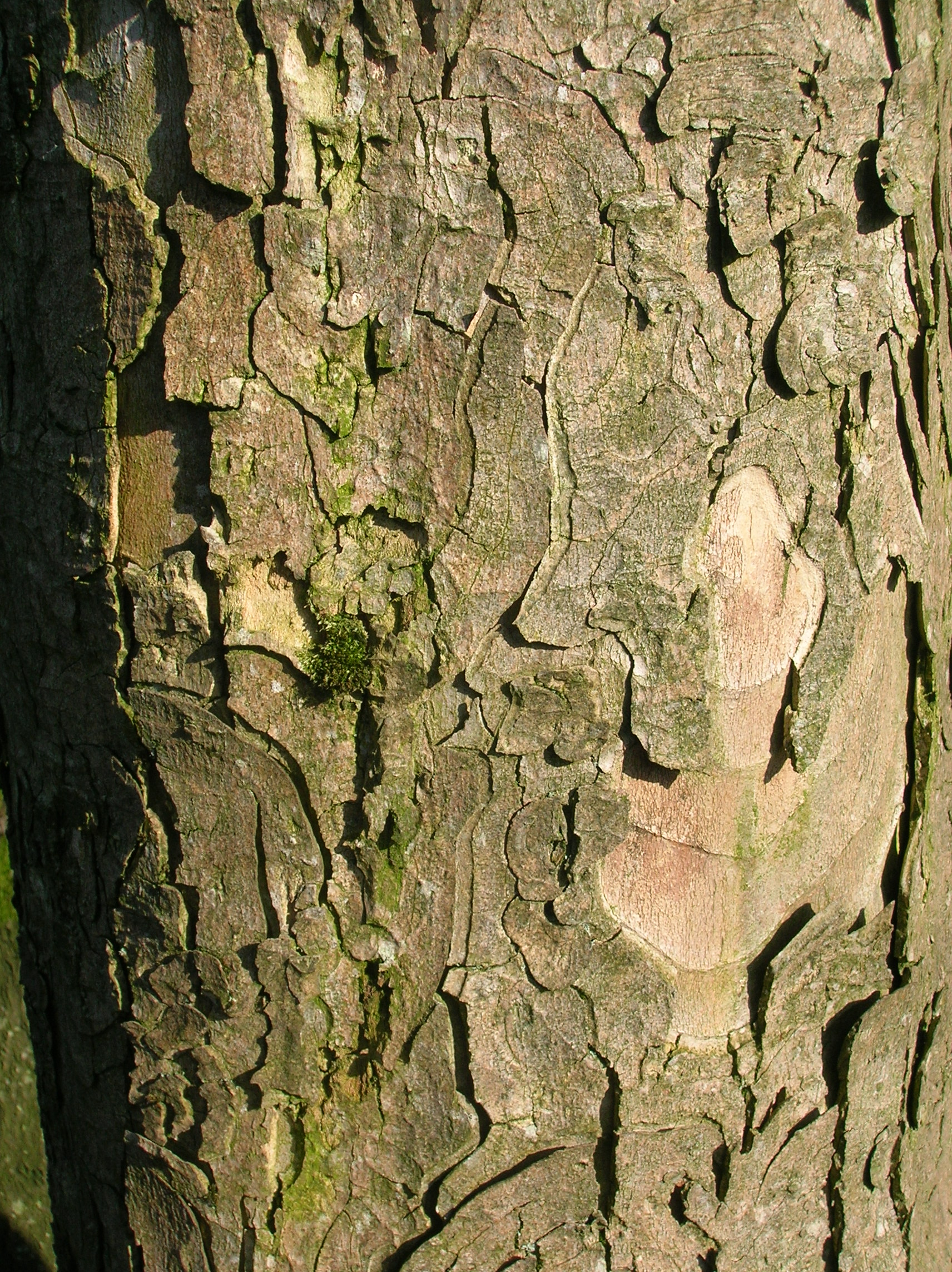
الشكل النموذجي للحاء الجميز من شجرة قديمة
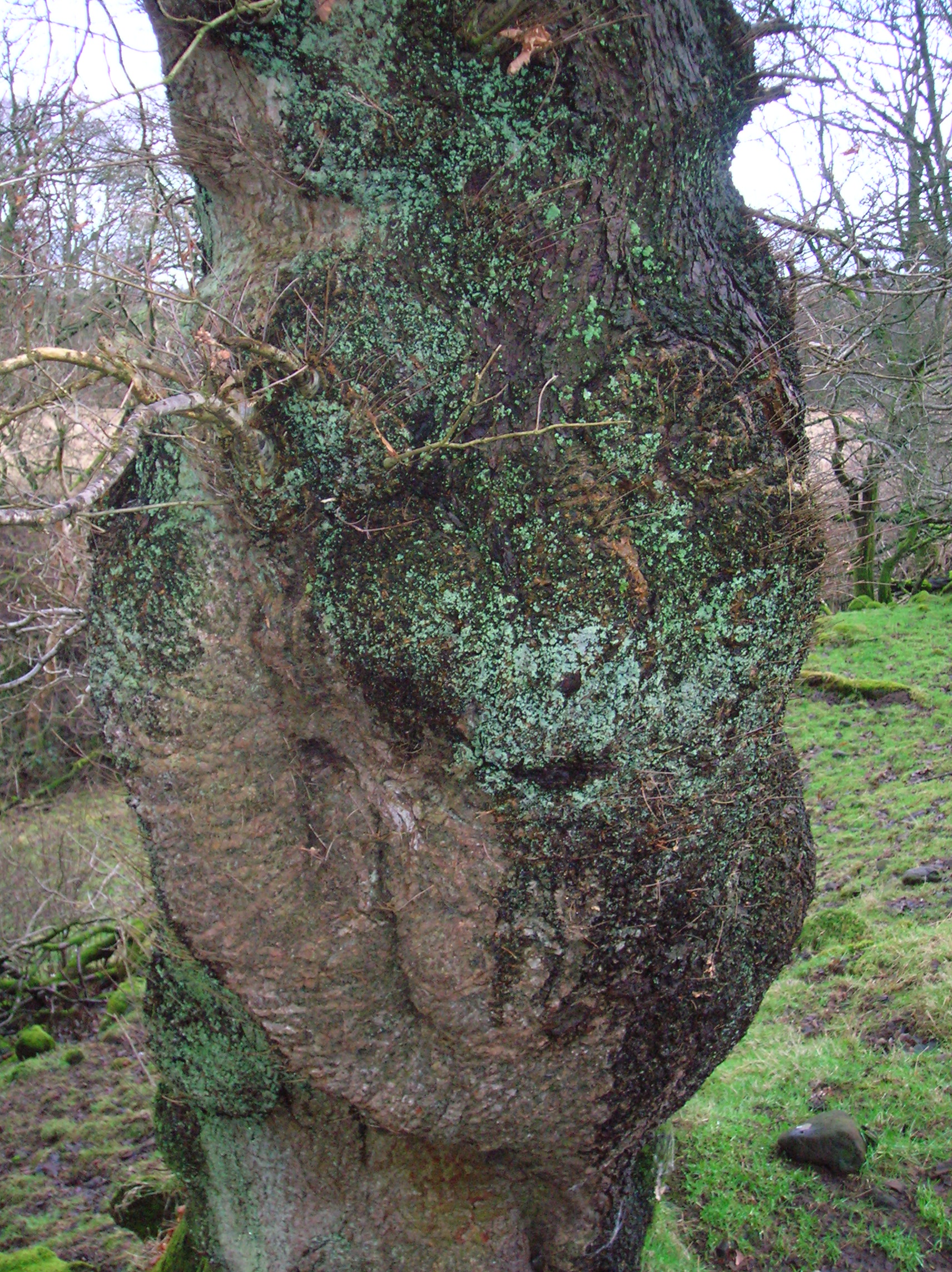
بلوط المطاط لحاء بعقد كبيرة وأشنة
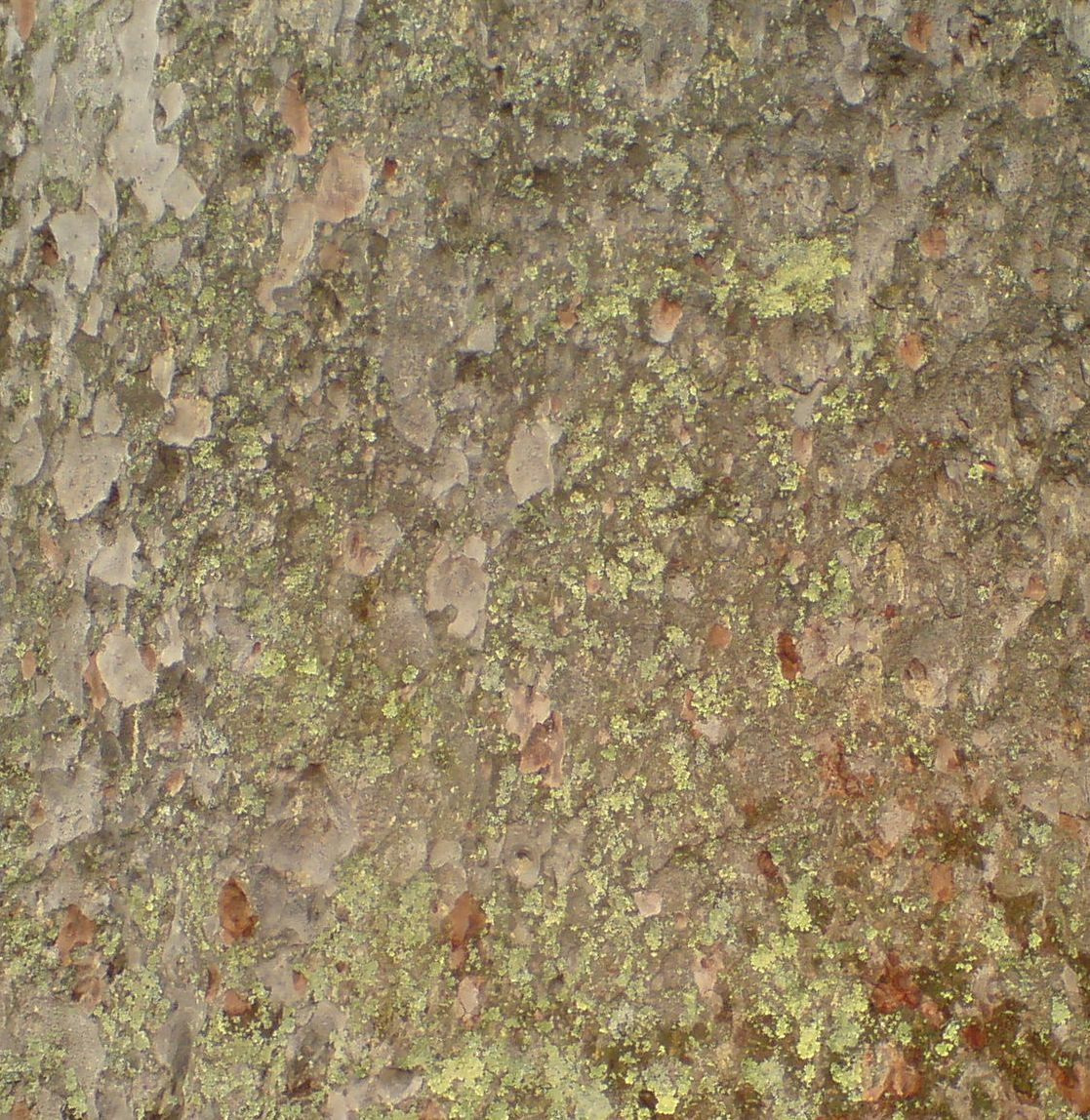
والصمغ
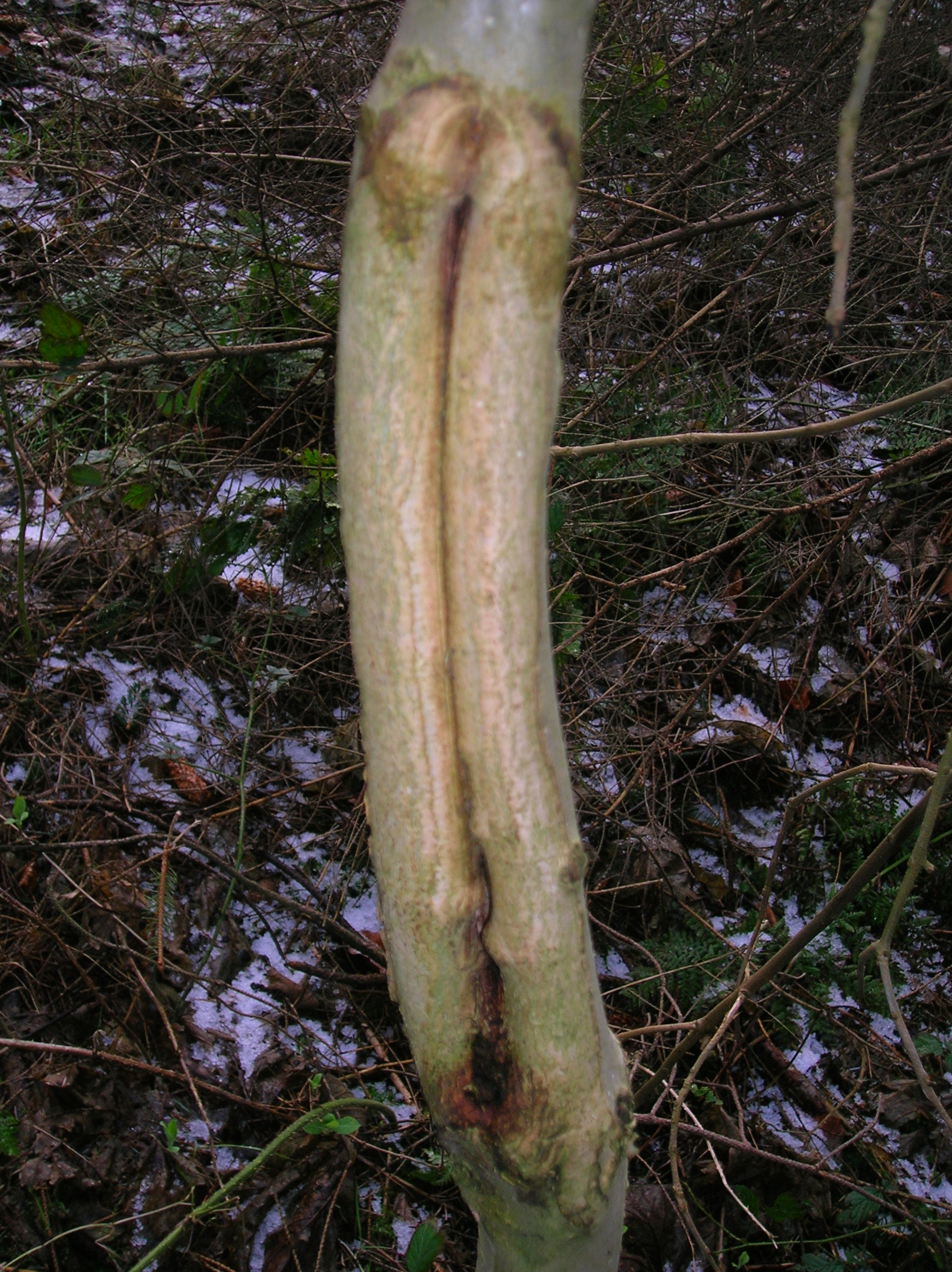
نمو المالس بشكل كبير على شجر الرماد بفلين متجمد
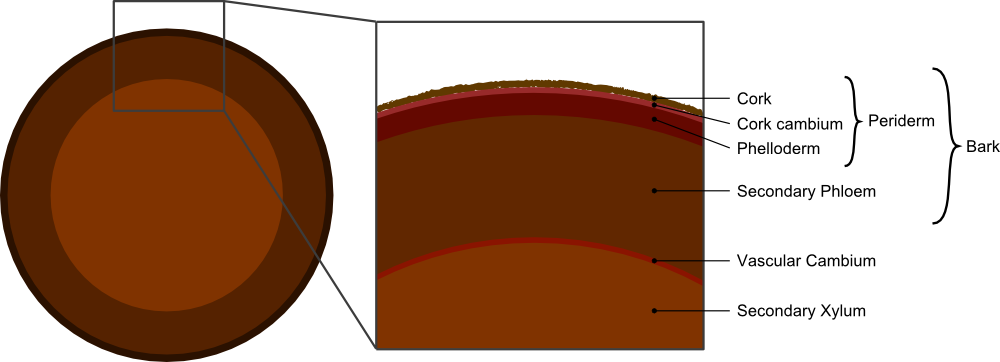
شكل قسم تقاطع شجري
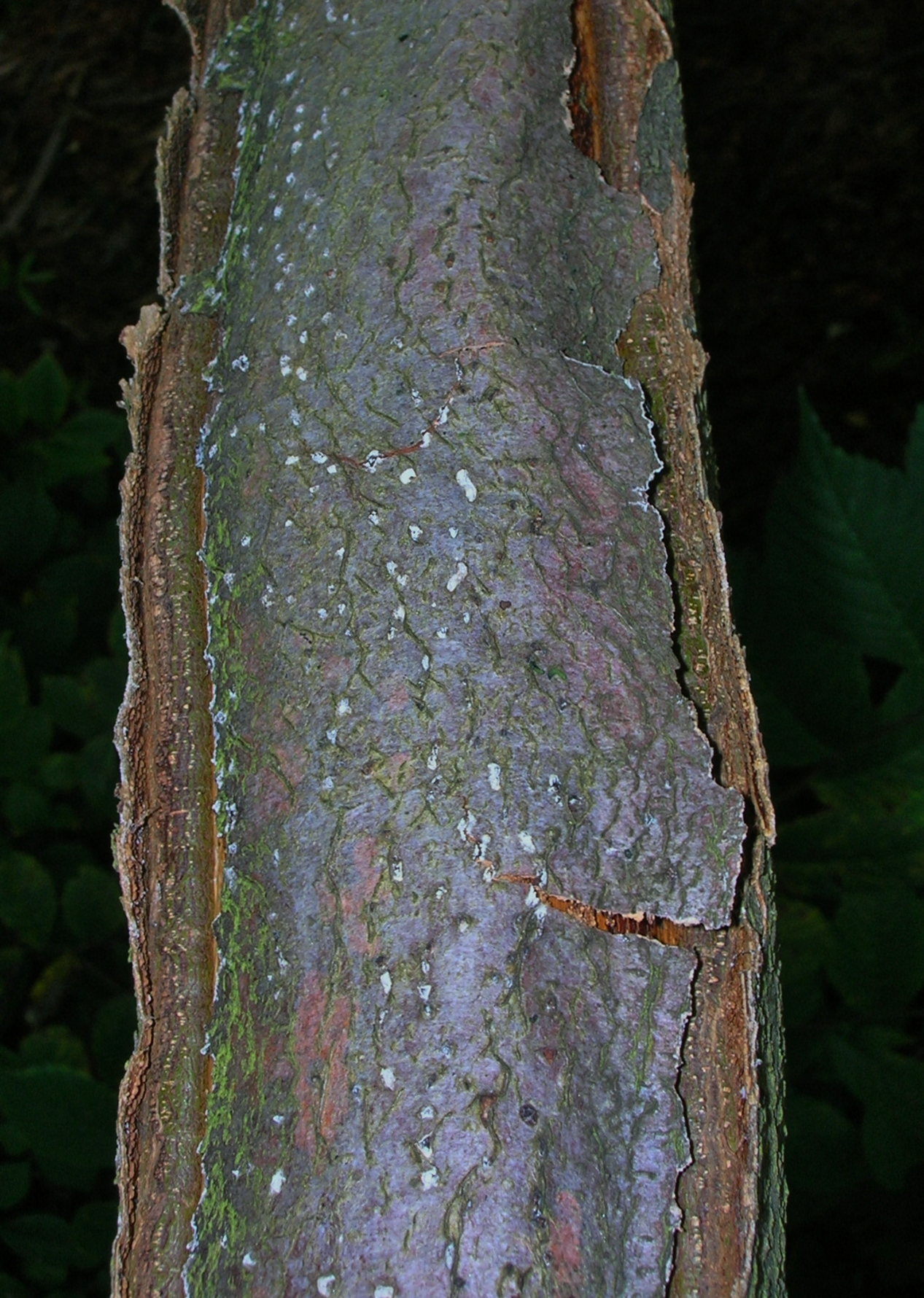
لحاء الزان بنمو الكالس يتبعها تلف بسبب (السخونة)
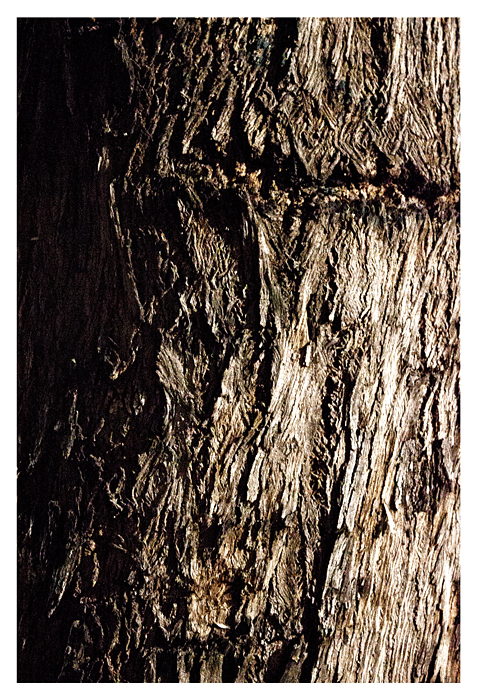
شجر البلوط الشائك التالف